# Carioquinha
Milton Setrini Júnior, o Carioquinha (São Paulo, 4 de janeiro de 1951) é um basquetebolista brasileiro, que jogou na seleção brasileira e participou de duas Olimpíadas: 1980 e 1984.

## Títulos

### Seleção Brasileira
- Campeonato Sul-Americano: 3 vezes (1971, 1973 e 1983)
- Copa América: 1984
- Jogos Pan-Americanos: 1971

### Palmeiras
- Campeonato Paulista: 2 vezes (1972 e 1974)
- Campeonato Brasileiro: (1977)

### Tênis Clube São José
- Campeonato Paulista: (1980)
- Campeonato Brasileiro: (1981)

### Flamengo
- Campeonato Carioca: 2 vezes (1984 e 1985).